# Rapsittie Street Kids: Believe in Santa
Pour plus de détails, voir Fiche technique et Distribution.
Rapsittie Street Kids: Believe in Santa est un téléfilm musical animé américain réalisé par Colin Slater et sorti en 2002.

## Fiche technique
- Titre original : Rapsittie Street Kids: Believe in Santa
- Réalisation : Colin Slater
- Scénario : Colin Slater et Trisha Koury-Stoops
- Photographie :
- Montage : Dave Edison
- Musique : Kevin Saunders Hayes
- Animation : Damon Knight
- Producteur : Nancy Cartwright, J. R. Horsting et Colin Slater
  - Producteur délégué : James DeLuca et Christopher Rose
  - Producteur exécutif : Joseph Brad Kluge
- Sociétés de production : J Rose Productions et Wolf Tracer Studios
- Sociétés de distribution : Promark Television
- Pays d'origine :  États-Unis
- Langue originale : anglais
- Format : couleur
- Genre : Musical animé
- Durée : 42 minutes
- Dates de sortie : 
  - États-Unis : 
    - 7 décembre 2002 (Honolulu)
    - 21 décembre 2002 (New York)

## Distribution
- Jack Angel : Bob
- Jodi Benson : Lenee
- Nancy Cartwright : Todd
- Eddie Driscoll : Smithy
- Sarina C. Grant : Mme Parmington
- Grey Griffin : Jenna
- Mark Hamill : Eric
- J. R. Horsting : Zeke
- Clint Howard : Tug
- Walter Jones : Rick E.
- Paige O'Hara : Nicole
- Debra Wilson : la grande grand-mère
- April Winchell : Nana